# PJ 핍즈
PJ 핍즈(PJ Peepz)는 대한민국의 힙합 그룹이다. 팀 이름 중 PJ는 빈민가를 뜻하는 Project, Peepz는 Peoples를 줄인 형태로, 팀 이름은 "빈민가의 사람들"이란 뜻을 가지고 있다. 하지만 PJ에는 그 외에도 Punk Jammer, Pussy Jammer, Perfect Jam 등 여러 가지 의미가 존재한다.
PJ Peepz는 리더인 79와 Nanpa, 바스코 aka Shadow, Sam L., Cyber Manager로 이루어져있다. 2000년 경 결성되었으며, 클럽 MP에서의 라이브 공연을 중심으로 활동하였다. 이 팀은 차츰 활동하면서 79와 Cyber Manager가 빠진 3인조 형태로 활동을 하였으며, Nanpa가 음악을 그만두는 것을 끝으로 해체되었다. 클럽 MP 마지막 공연이 그들의 마지막 공연이다. 
현재 Vasco는 솔로로 활동 중이며, Sam L.은 Square의 멤버로 활동하다가 Square 해체 이후로는 모습을 보이고 있지 않다.
대표곡: PJ Situation, Hitting the Bigtime, 시나리오